# Viadotto elicoidale di Brusio
Il viadotto elicoidale di Brusio (in lingua tedesca: Kreisviadukt Brusio) è un ponte in pietra dalla forma elicoidale, che cerca di adattarsi al paesaggio circostante e che si trova sulla ferrovia del Bernina, patrimonio dell'UNESCO, a poca distanza dalla stazione di Brusio, nel Canton Grigioni, Svizzera italiana.
In occasione del 100º anniversario dell'inaugurazione dell'opera, fu adornato di una decorazione luminosa da farlo apparire come una torta di compleanno.